# Abborrtjärnen (Skellefteå socken, Västerbotten, 720363-171232)
Abborrtjärnen är en sjö i Skellefteå kommun i Västerbotten och ingår i Skellefteälvens huvudavrinningsområde.